# NGC 3233
NGC 3233 est une vaste* galaxie spirale barrée entourée d'un anneau située dans la constellation de l'Hydre. NGC 3233 a été découverte par l'astronome américain Ormond Stone en 1886.

## Caractéristiques
Sa vitesse par rapport au fond diffus cosmologique est de 4 033 ± 26 km/s, ce qui correspond à une distance de Hubble de 59,5 ± 4,2 Mpc (∼194 millions d'al).
NGC 3233 présente une large raie HI. Elle renferme également des régions d'hydrogène ionisé.

## Groupe de NGC 3233
NGC 3233 est la plus grosse et la plus brillante galaxie d'un trio de galaxies qui porte son nom. Les deux autres galaxies du groupe de NGC 3233 sont NGC 3240 et ESO 567-51